# Sant Andreu de Serinyà
Sant Andreu de Serinyà és una església romànica del municipi de Serinyà, a la comarca del Pla de l'Estany. És l'església parroquial i es troba al mig del nucli de Serinyà, al mig d'una àmplia plaça. És l'església parroquial de Serinyà, dedicada a Sant Andreu, es troba esmentada en documents del segle xii (1182). El 1364 va ser venuda per la reina Elionor a Ponç de Canadal, abat de Banyoles. L'any 1795 va ser saquejada pels francesos. Al seu interior es conserva una interessant creu processional.

## Descripció
L'edifici és de planta rectangular i coberta de teula àrab a dues vessants ha estat poc modificada. A l'interior s'estructura en una sola nau, coberta amb una volta apuntada, reforçada per un gran arc toral que precedeix l'absis semicircular amb volta de quart d'esfera. Està construïda amb carreus escairats. Mostra algunes capelles obertes al gruix del mur de factura posterior. Destaca la senzillesa de la seva decoració. La façana principal presenta, sobre la portalada amb arquivoltes en gradació i una finestra similar, una cornisa de pedra motllurada que descansa sobre cartel·les de pedra. La cornisa de pedra segueix a mitjana alçada al llarg de les façanes laterals, degut a una ampliació en alçada posterior. L'absis presenta, a la part superior, arcuacions llombardes i un fris en serra sota la cornisa motllurada. La torre-campanar, de construcció posterior, s'alça sobre la façana principal i és de planta quadrada amb coberta a quatre vessants.
Es conserva una pica beneitera de pedra grisa, composta per una semiesfera buidada i un peu, la base del qual sembla un capitell. El fust té dues motllures amb tor i cos acanalat. Al vas hi ha una ornamentació incisa molt primària, que recorda motius de pètals i fulles. Fa 103 centímetres d'alçada i 41 cm de diàmetre.
La porta presenta el forrellat de ferro forjat de 71 x 26 centímetres. La part més llarga acaba en un cap de serp. Les tres argolles són llises excepte la central, que té un dibuix incís de ratlles i ones. L'element que tanca dins el pany és d'una altra peça reforçada. Picaporta de forja de 16 cm de diàmetre. Consta d'una anella amb tres boles ovalades que als extrems tenen una motllura de mitja canya. Una de les boles està subjecta a la porta per una altra anella parellera a la del forrellat, que té una ornamentació de quatre ratlles incises. Al voltant un cercle amb forats trepats i vorejat amb semicercles.

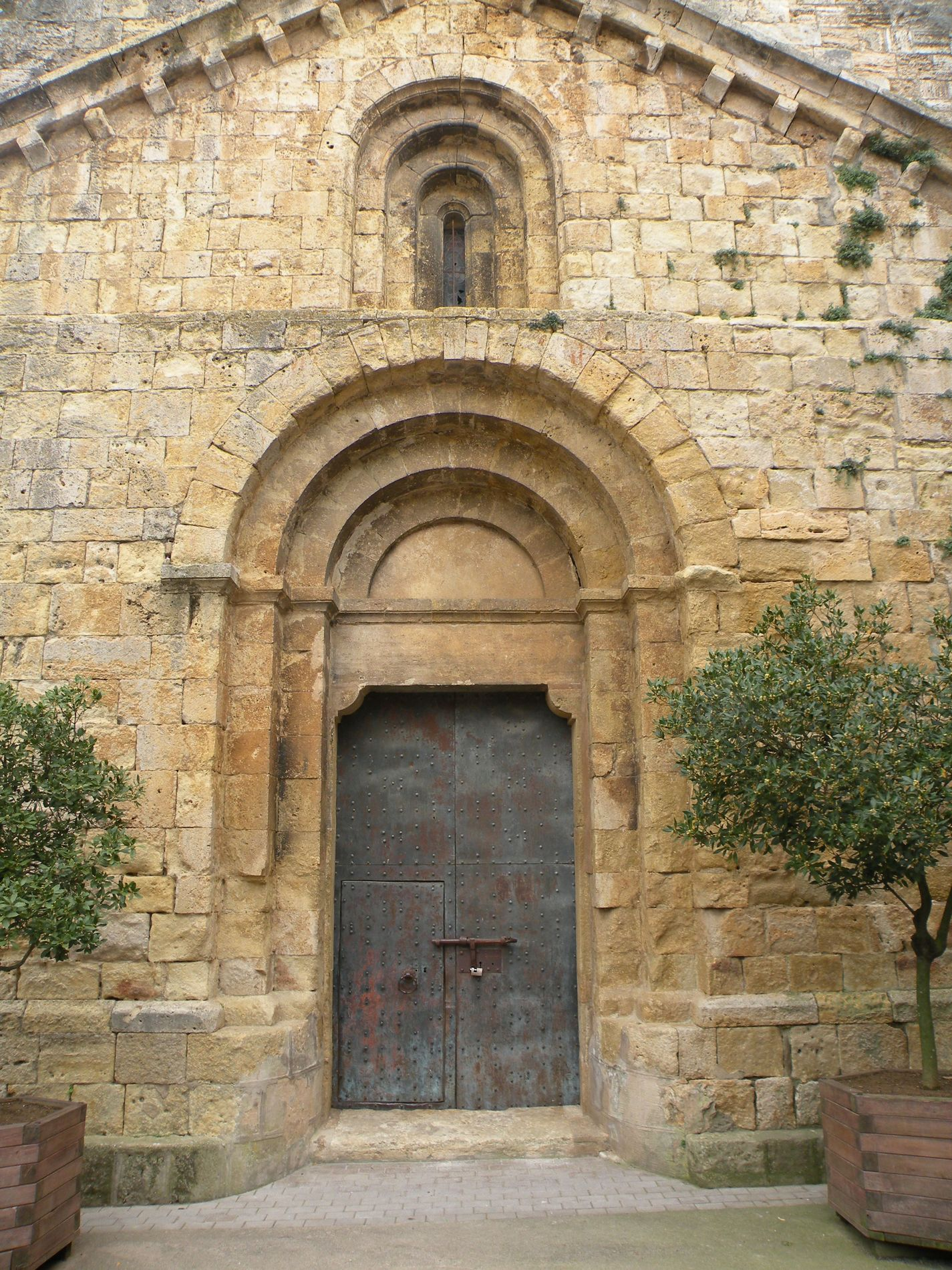
Portalada
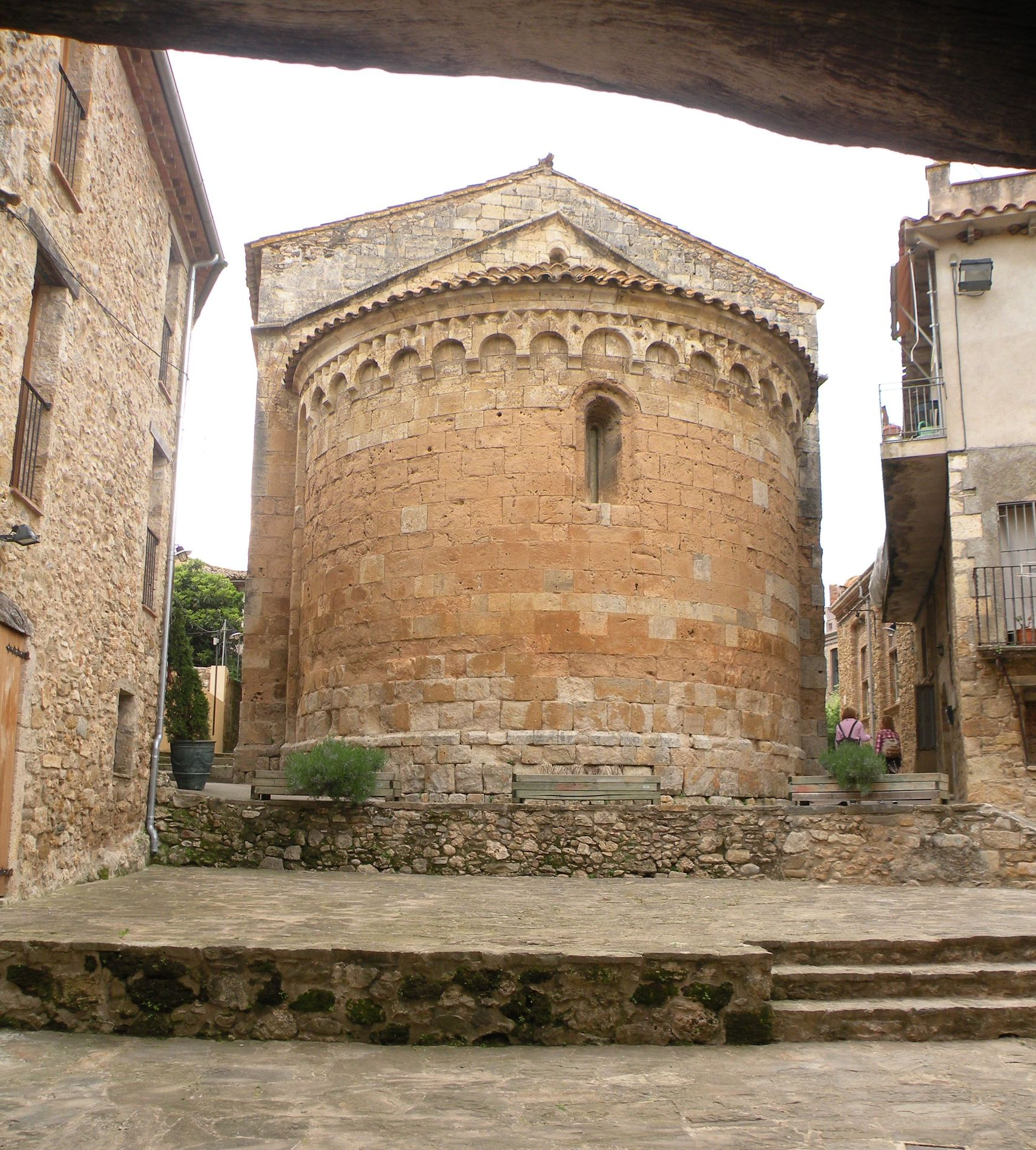
Absis